# شهرستان بیب (آلاباما)
شهرستان بیب، آلاباما (به انگلیسی: Bibb County, Alabama) شهرستانی در ایالات متحده آمریکا است که در آلاباما واقع شده‌است.

## خصوصیات
شهرستان بیب ۱٬۶۲۱٫۳۴ کیلومترمربع مساحت دارد.